# Isidore Moricelly
Louis Isidore Morricelly est un industriel et mécène français, né le 14 mai 1830 à Carpentras et décédé le 25 mai 1894 à Marseille.

## Biographie

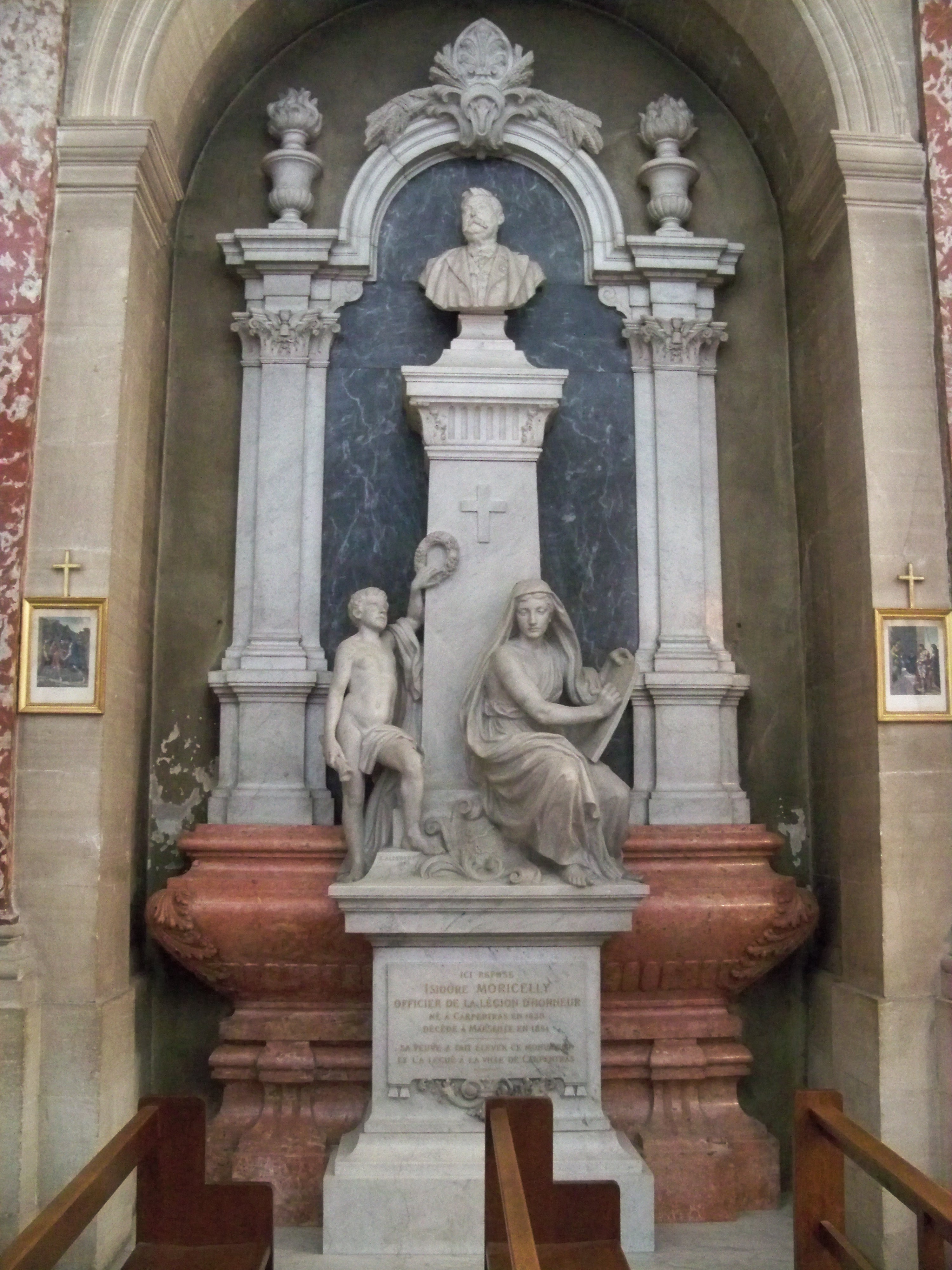
Tombeau d'Isidore Moricelly, par Émile Aldebert, à l'Hôtel-Dieu de Carpentras

Ce fils d'un boulanger carpentrassien est né le 14 mai 1830. À l'âge de 17 ans, il prit la route pour faire son tour de France, dans la spécialité paternelle. Après une année passée à Paris, ou il se perfectionna, et fréquenta les bibliothèques et musées, il s'installa en 1858 à Marseille, comme ouvrier boulanger, puis ouvrit sa propre boulangerie. Il se maria en 1859, puis s'installa comme minotier, en 1860.
De 1861 à 1867, lors de l'expédition française au Mexique, il fut un des principaux fournisseurs du corps expéditionnaire de Napoléon III.
Il fit rapidement fortune. Chercheur, il se lança dans l'innovation du matériel de meunerie. Il fit breveter en 1870 un « sasseur mécanique à courant d'air comprimé », publia plusieurs brochures et rapports sur le commerce du blé, et reçut de nombreux prix aux expositions universelles et industrielles. Il fut fait chevalier de la Légion d'honneur en 1885, puis officier en 1891. Cette même année, il devint propriétaire de deux usines de minoterie à Marseille, employant dix-neuf personnes. 
N'ayant pas d'enfants, il décida d'employer sa fortune pour le bien de sa ville natale, tant du côté musée que pour la réfection de certaines parties de l'Hôtel Dieu. Il finança notamment la rénovation du hall d'honneur, en faisant refaire le sol, et intégra les trois vitraux, dont celui représentant Monseigneur d'Inguimbert. L'ensemble de la structure du bâtiment fut également consolidé. Enfin, il fit changer l'intégralité des fenêtres. À sa mort, la ville de Carpentras devient son héritière universelle, afin, selon ses désirs, d'en faire bénéficier les bâtiments et la culture locale.

## Hommage
Membre de l'Association française pour l'avancement des sciences.
Une rue et une clinique portent son nom à Carpentras[réf. souhaitée].